# Internationale Dag tegen Geweld tegen Sekswerkers
Op de jaarlijkse Internationale Dag tegen Geweld tegen Sekswerkers op 17 december wordt aandacht gevraagd voor het geweld dat sekswerkers wereldwijd ervaren. Op deze dag gedenken sekswerkers, hun klanten, vrienden, families en bondgenoten de sekswerkers die zijn omgekomen of geweld hebben ervaren en roepen ze op om het sociale stigma, de discriminatie en de verbodswetten die dit in stand houden weg te nemen. Sekswerkers worden vaak genegeerd of niet erkend waardoor ook het geweld tegen sekswerkers vaak wordt verzwegen.
In Nederland organiseert het Prostitutie Informatie Centrum (PIC) op de Wallen in Amsterdam jaarlijks een bloemlegging op 17 december bij het standbeeld van een sekswerker, Belle.

## Achtergrond
De Internationale Dag tegen Geweld Tegen Sekswerkers werd voor het eerst georganiseerd in 2003 door Annie Sprinkle en Robyn Few van het Sex Workers Outreach Project USA (SWOP-USA), een Amerikaanse organisatie voor de rechten van sekswerkers. Oorspronkelijk was de dag bedoeld als een herdenking en wake voor de slachtoffers van de Green River Killer in Seattle, Washington, VS, en het is sindsdien uitgegroeid tot een jaarlijks internationaal evenement.